# Staszyców
Staszyców (alt. Stasziców) – dawna wieś na Ukrainie, której położenie odpowiada miejscu w obwodzie tarnopolskim, w rejonie krzemienieckim.
Staszyców powstał za II RP jako osada wojskowa nieopodal Katerburga. 14 listopada 1926 w gminie Borki utworzono gromadę Staszyców z części gromady Katerburg-Wieś; gromada objęła obszar 423 ha z 27 gospodarstwami, zamieskanymi przez 81 mieszkańców. 1 października 1933 Stasziców włączono do nowo utworzonej gminy Katerburg. Staszyców stanowił odtąd jedną z 25 gromad w gminy Katerburg w powiecie krzemienieckim w województwie wołyńskim.
Po wojnie włączony do ZSRR. Obecnie nie istnieje.